# Игумнов, Илья Максимович
Илья Максимович Игумнов (? — 1 августа 1765) ― российский консул, секретарь Астраханской губернской канцелярии и синбирский купец.

## Биография
Вначале служил обер-цолнером в Астраханской портовой таможне. В 1754 году переведён в Санкт-Петербург в Комиссию о пошлинах при Правительствующем сенате для Астраханского порта. В 1755 году — директор Астраханской портовой таможни, где находясь в этой должности увеличил сбор пошлин. Позднее являлся консулом в Баку.
31 июля 1762 года, по просьбе купечества, назначен консулом в порт Гилянского ханства Энзели, выбранный для торговли Российской империи с Ираном, с жалованьем до 1500 рублей. На службе составлял отчёты об экономическом и политическом состояниях дел внутри страны и получал инструкции из Коммерц-коллегии.
Скончался, находясь в должности.